# Fox Lake Hills
Fox Lake Hills är en census-designated place i Lake County i Illinois. Vid 2020 års folkräkning hade Fox Lake Hills 2 684 invånare.